# Canalex
Grupo Canalex, S.A.T. 9207, Sociedad Agraria de Transformación, es una empresa alimentaria de la provincia de Almería, España, dedicada a la comercialización y distribución, incluyendo el envasado, de hortalizas del Poniente Almeriense, con sede en El Ejido. Es socio de Coexphal (Asociación Provincial de Empresarios de Productos Hortofrutícolas de Almería) y de FAECA (Federación Andaluza de Empresas Cooperativas Agrarias). Socio de APROA (Asociación de Organizaciones de Productores de Frutas y Hortalizas de Andalucía. Socio de FEPEX (Federación Española de Asociaciones de Productores y Exportadores de Frutas, Hortalizas, Flores y Plantas Vivas). Comercializa las marcas Canalex (Colours y Sol de Canalex), Kavila y El Treinta. NaturSun es la marca para su producto ecológico.

## Producción y comercialización
La zona productora de la hortaliza comercializada se encuentra en el denominado “Campo de Dalías”, en la baja Alpujarra Almeriense o Poniente Almeriense, cerca de la costa mediterránea, con más de 400 (413) has dedicadas al cultivo de productos frescos. Productos que comercializa: melón, sandía, pimiento (California, Italiano, Mallorquín), berenjena, col china, calabacín, pepino (Almería, Francés, Español), judías y tomate (Daniela, Cherry), entre otros. Su producción se comercializa en Alemania, Austria, Dinamarca, España, Francia, Italia, Países Bajos, Polonia, Reino Unido y Suiza, así como los países escandinavos. Envasado en diversos formatos como individual, bandeja, cesta o caja de plástico, recubrimientos diversos, cajas de madera o cartón, palot, etc.

## Historia
En 1992 un grupo de agricultores funda Canalex, para la manipulación y comercialización de productos hortícolas, frescos, según las más exigentes normas de calidad y seguridad alimentarias aplicadas en cada eslabón de la cadena: fincas, equipos de recolección, centro de manipulación y comercialización. Su centro de trabajo se encuentra en la localidad de El Ejido, en la avenida El Treinta, con una superficie de unos 11.203 metros cuadrados, quince líneas de maquinaria, preenfriada con aire, capaz para procesar unas 800 toneladas de producto al día.
En 1996 comienza a trabajarse en la lucha biológica, comenzándose un programa de formación de los agricultores de cuatro años de duración. En 2004, y en colaboración con empresas del sector como Koppert, Biobest, Planprotect, Syngenta y Certis, se realiza lucha biológica en el cultivo del pimiento. Para 2006 se amplía a otros cultivos y se obtiene certificación acreditativa, eliminándose progresivamente el uso de pesticidas. En la campaña 2007-2008 la superficie así controlada es de unas 320 has.
El 4 de marzo de 2010 la empresa recibió la visita de Juan Deus, delegado de la Consejería de Agricultura y Pesca de la Junta de Andalucía. Mostró su apoyo a las líneas de trabajo de la empresa a favor de los productos ecológicos. En los años anteriores recibió subvenciones por importe de 176.000 euros de la Junta para la mejora de la transformación y comercialización de sus productos. En 2007 y 2008 recibió ayudas totales por 1,11 millones de euros para la mejora de la calidad del producto, envasado y manipulación, para obtener un producto diferenciado.
En enero de 2011 Canalex firma un acuerdo de distribución de 7 hortalizas ecológicas (pimiento rojo, pimiento italiano, berenjena, judía, puerro, aguacate y zanahoria) con la empresa El Corte Inglés a través de sus seis plataformas logísticas (Valdemoro, Mercamadrid, Barcelona, Valencia, Sevilla y Málaga). Entre el 9 y el 11 de febrero de 2011 participó en la Fruit Logística, certamen celebrado en Berlín, Alemania.
Entre marzo de 2010 y mayo de 2011 la empresa adquirió y puso en funcionamiento un nuevo local junto al antiguo para el manipulado de producto ecológico, con una superficie de 6.000 metros cuadrados.
La producción está basada en la llamada Producción Integrada y Ecológica. Canalex ha desarrollado e implantado las normas de calidad ISO 9.001 (Sistemas de Gestión de Calidad), ISO 14001 (Sistema de Gestión medioambiental), BSCI (Business Social Compliance Iniciative), BRC (British Retail Consortium), Norma UNE155.00 (normas de calidad del comité AENOR referentes al cultivo, protección del entorno, seguridad laboral y manipulado en almacén), GLOBALGAP (normas de calidad editadas por el Comité Europeo de Normalización para grandes cadenas de distribución Europeas), Producción integrada, Agricultura ecológica (ambos sobre la introducción de métodos de control biológicos y químicos, envasado, etiquetado, etc.), Calidad Certificada, GS y APPCC (Plan de Análisis de Peligros y Puntos Críticos de Control). La empresa trabaja en la ‘‘trazabilidad total’’, siguiendo la ruta comercial de cada producto desde la finca hasta el consumidor final. Así mismo, realiza periódicamente análisis de plaguicidas en los productos.